# Sleepwalker
Sleepwalker (в превод на български – сомнамбул) е песен на финландската метъл група Nightwish, написана за конкурса Евровизия през 2000 г. Песента печели зрителския вот, но журито отказва да допусне песента, поради което остава на второ място и не представя Финландия.
Песента излиза в две различни версии – „нормална“ и „хеви“ (тежка). На конкурса е изпълнена „нормалната“ версия на песента (продължителност – 2min и 59sec), в която метъл-влиянието е по-приглушено а Таря Турунен изпълнява вокалите си с по-оперен маниер.
„Нормалната“ версия на „Sleepwalker“ е включена в ограниченото издание на Nightwish – „1997-2001“. „Хеви“ версията фигурира в синглите „Deep Silent Complete“ и „Bless the Child“ (специална версия) и в едно от изданията на компилацията „Highest Hopes“.